# Françoise Durocher, waitress
Pour plus de détails, voir Fiche technique et Distribution.
Françoise Durocher, waitress est un film québécois réalisé par André Brassard, sorti en 1972. 
À l’occasion de ce film, la fructueuse collaboration de Michel Tremblay et André Brassard au théâtre s’est transposée pour la première fois dans l’univers cinématographique québécois.

## Synopsis
Court métrage de fiction qui projette dans toutes ses nuances la condition de waitress. Être fictif à qui 24 femmes et un homme (travesti) prêtent leur visage, Françoise Durocher possède à la fois les traits de la petite serveuse, de l'hôtesse et de la barmaid. Ensemble, elles donnent, selon l'auteur, une idée de la fille de table québécoise qui, tous les jours, vous sert avec le sourire malgré les ennuis inhérents à son métier et les petits drames à peu près quotidiens qu'elle affronte. Ce film est la première expérience cinématographique du tandem Brassard-Tremblay.

## Fiche technique
- Réalisation : André Brassard
- Production : Pierre Lamy
- Scénario : Michel Tremblay et André Brassard
- Dialogues : Michel Tremblay
- Direction artistique et costumes : François Laplante
- Images : Thomas Vamos
- Montage : André Brassard, assisté de François Labonté

## Distribution
- Odette Gagnon
- Rita Lafontaine
- Christine Olivier
- Louisette Dussault
- Sophie Clément
- Luce Guilbeault
- Michelle Rossignol
- Frédérique Collin
- Carmen Tremblay
- Hélène Loiselle
- Amulette Garneau
- Monique Mercure
- Mirielle Lachance
- Sylvie Heppel
- Denise Proulx
- Denise Morelle
- Ève Gagnier
- Anne-Marie Ducharme
- Katerine Mousseau
- Véronique Le Flaguais
- Angèle Coutu
- Denise de Jaguère
- Suzelle Collette
- Huguette Gervais
- Normand Morin